# Jordi Folck
Jordi Folck, nom de ploma de Jordi Folch Gil (Reus, 1961), és un creador català considerat polifacètic, de la qual cosa n'ha extret una forma d'expressió personal. Interessat a aplicar la creativitat en diversos camps, l'ha conreada en la fotografia, la interpretació, la docència universitària i, molt especialment, l'escriptura.
Com a fotògraf especialitzat en blanc i negre ha exposat en diverses ciutats (Soria, Barcelona, Sitges i Reus, entre d'altres) els resultats dels seus viatges, a més de publicar en publicacions com Viari i Puzzle. Com a actor participa activament en rodatges publicitaris a més d'haver intervingut en sèries de TV3 com Dones d'aigua i El cor de la ciutat o per la Xarxa de Televisions Locals amb Tretze maneres de quedar-se sol. Com a docent universitari en creativitat publicitària i redacció en relacions públiques ha col·laborat amb l'Escola Superior de Relacions Públiques (Universitat de Barcelona), la Universitat Autònoma de Barcelona, la Universitat Rovira i Virgili i la Universitat Internacional de Catalunya. Com a escriptor ha publicat trenta-cinc llibres i ha guanyat onze premis literaris. L'any 2013 va fundar Eucreates (European Creativity School), impartint classes d'escriptura creativa a Colòmbia, Puerto Rico, Andorra i a Espanya. L'any 2015 va crear l'editorial Veus Públiques, de la qual és director editorial.
És el President de l'Associació cultural Hola, Creador (Creativitat-Cultura-Educació), nascuda l'any 2022.
Des de l'any 2020 ha escrit diverses dramatúrgies (biografies ficcionalitzades) per a ser representades en biblioteques, teatres i centres educatius.
L'any 2020 va crear la companyia de Teatre familiar Bambadaboom de la qual és co-director artístic.

## Títols publicats (font: Institució Lletres Catalanes)
1. La rosa de Reus - Reus - 1989 - Narrativa [Infantil]
2. Etcètera, etcètera - Picanya - Ed: Ed. del ullent - 1993 - Narrativa [Juvenil]
3. Primeres aventures de Pere Ganxet - Picanya - Ed: Ed. Del Bullent - 1994 Novela [Juvenil]
4. Cròniques de la mitja lluna - Tarragona - 1994 - Novel·la [Juvenil]
5. Un consomé de contes - Barcelona - Ed: Proa - 1995 - Narrativa [Infantil]
6. Retorno al país de las marionetas - Reus - 1996 - Narrativa [Infantil] CAT CAST
7. El viatge extraordinari d'un tap de banyera - Picanya - Ed. del Bullent - 1998 – Novel·la [Infantil]
8. La guerra dels xiclets - Barcelona - Ed: La Galera - 1999 - Novel·la [Infantil] CAT CAST
9. El manuscrit de les bèsties - Barcelona - Ed: Barcanova - 2004 - Novel·la [Juvenil] CAT CAST
10. 666 calaixos - Barcelona - Ed: Barcanova - 2004 - Novel·la [Infantil] CAT CAST
11. Trucades des del cel - Barcelona - Ed: Barcanova - 2006 - Novel·la [Juvenil] CAT CAST
12. L'única i veritable llegenda de Sant Jordi contada pel drac - Barcelona - Ed: La Galera - 2007 : Novel·la [Juvenil] CAT CAST
13. Vols fer el favor d'apujar-te els pantalons? - Barcelona - Ed: Barcanova - 2008 - Novel·la [Juvenil]
14. Primera memòria d'Abel M. - Barcelona - Ed: Llibres de l'Índex - 2011 - Novel·la
15. La dona vestida de negre - Barcelona - Ed: Barcanova - 2011 – Novel·la [Juvenil]
16. Llibre de les meravelles. Barcanova - Barcelona - Ed: Barcanova - 2012 – Novel·la [Juvenil]
17. Llibre de l'Apocalipsi. Barcanova - Barcelona - Ed: Barcanova - 2012 – Novel·la [Juvenil]
18. Llibre de l'apocalipsi: Draconis Ladonis - Barcelona - Ed: Barcanova - 2012 – Novel·la [Juvenil]
19. Llibre d'encanteris de la vella Taràndula - Barcelona - Ed: La Galera - 2012 - Narrativa [Infantil] CAT CAST
20. Vacances alla romana de la Senyoreta Strauss i els seus amics - Barcelona - Ed: Baula - 2012 : Novel·la [Infantil]
21. Ningú és un zombi! - Barcelona - Ed: Barcanova - 2014 - Novel·la [Infantil] CAT CAST
22. L'avi calavera i jo - Barcelona - Ed: Veus Públiques - 2015 - Narrativa [Infantil] CAT CAST
23. Àngels, dimonis i calaveres - Barcelona - Ed: Veus Públiques - 2015 - Narrativa [Infantil]
24. Boig per tu - Barcelona - Ed: Veus Públiques - 2015 -: Novel·la [Juvenil] CAT CAST
25. T’ho diré cantant – Barcelona- Ed. Publicacions de l'Abadia de Montserrat 2018 – Novel·la [Infantil]
26. Edoll Intel·ligència artificial - Barcelona - Ed. Barcanova 2018 – Novel·la [Infantil]
27. El noi de paper - Barcelona - Fanbooks 2019 - Novel·la [Juvenil]
28. Teatre Reunit: Jordi Folck (2002-2020). Arola Editors, 2020
29. Ningú és un zombi. Teatre. Arola Editors, 2020 Novel·la [Juvenil] - Teatre per a infants i joves
30. La maledicció de les bruixes. Barcanova, 2021 - Novel·la [Juvenil]
31. Rodari 2.0 Tècniques creatives per fomentar l'escriptura a l'aula i a casa. Publicacions de l'Abadia de Montserrat, 2023 - Assaig
32. Naïm i els ulls multicolors. Jollibre. Abril 2024 - Novel·la [Juvenil]
33. La biblioteca del senyor Seguin. Un viatge literari i musical per la vida i obra de Josep Vallverdú. Una edició de Associació Hola Creador i Veus Públiques, Reus. 2024 Teatre per a infants i joves
34. Salvat Papasseit i els nens de la meva escala. Una edició de Associació Hola Creador i Veus Públiques, Reus,  2024 -  Teatre per a infants i joves
35. Soc Àngel Guimerà. Una edició de Associació Hola Creador i Veus Públiques, Reus, 2024 - Teatre per a infants i joves

## Antologies
1. Recull. Certamen literari, 1992,1993 i 1994. Ajuntament de Vandellós i Hospitalet de l'Infant, 1995
2. L'aparador del Contes. Unió de Botiguers de Reus, 25 autors reusencs il·lustrats per Pilarín Bayès. 1995
3. El país dels calçots. Folch-Genius & Co, Reus, 1996
4. Castells, castellers i altres contes. Folch-Genius & Co, Reus, 1997
5. L'estiu d'Ulisses i altres contes. Cossetània, 1998
6. 40 anys d'històries il·lustrades. Col·lecció Joies de Paper. La Galera, 2003
7. 15è aniversari Biblioteca Jaume Vila. Mollerussa, 2011-2012.
8. Visual i dits i nas i orelles i gust de cireres. Piscina, un petit oceà, 2018
9. Assassins del camp. Llibres del delicte. 2018
10. Antologia fotogràfica. El placer de leer. Ayuntamiento de Salamanca, 2010
11. Veus de Montbrió del Camp. Ajuntament de Montbrió del Camp, 2021

## Dramatúrgies
1. Ningú és un zombi, el musical. 2017. Estrenada al teatre Bartrina de Reus, el 28 de desembre del 2017. Companyia de Teatre Calànime. Co-producció del mateix autor. Intervenció actoral com Johnson.
2. La Guerra dels Xiclets. estrenada al SAT Sant Andreu el dia 1 de juny del 2018. La Nave Va
3. EDOLL. Intel·ligència artificial. 2019. Pendent d'estrena
4. Quins pebrots!, 2021. Estrenada a Biblioteca de Masquefa
5. Tutti Frutti, el musical. Estrenada l Casal de Cambrils, abril 2023. Companyia de teatre Bambadaboom. Producció del mateix autor. Intervenció actoral com Mister Gardiner
6. La Biblioteca del senyor Seguin. Un viatge literari i musical per la vida i obra de Josep Vallverdú. Estrenada a Litterarum, Mora d'Ebre, el maig del 2023. Companyia de teatre Bambadaboom. Producció del mateix autor. Intervenció actoral com senyor Seguin
7. Joan Salvat Papasseit i els nens de la meva escala. Estrenada a La selva del Camp, el 28 d'abril del 2024 per la Companyia de teatre Bambadaboom. Producció del mateix autor. Intervenció actoral com Tomàs Garcés
8. Della Fantasia (Breton vist per Rodari vist per Fellini). Pendent d'estrena, abril 2025

## Cançons
Com a escriptor ha escrit més de setanta cançons pels seus llibres adreçats al públic infantil i juvenil. Molts d'elles han estat musicades per diversos cantautors actuals. Es considera més chansonnier (lletrista) que poeta quan manifesta que el ritme el marca les notes musicals més que la rima. A tall d'exemple: 
- Mare i Tinc l'ànima trencada amb partitura de Lau Noah
- Cançó dels sufixos per Israel Duran
- Canta  (Rumba) per Marc Dantuvi
- La Cançó del Vestit per Jaume Sanz
- Descobreixo i no me'n penedeixo per Xavier Túrnez
- Simfonia Ximple pe Oriol Guinovart
- 654.000 paraules per Aleix Losa

## Premis literaris
- Premi de l'Hospitalet de l'infant 1993 per El rock de la Carbassa,
- Premi de l'Institut Català del Consum 1994 per Un Consomé de Contes
- Premi Carmesina 1997 per Viatge extraordinari d'un tap de banyera
- Premi Josep Ferré i Gual de Tarragona de textos teatrals1999 per Contes a la lluna trista
- Premi de literatura infantil i juvenil Guillem Cifré de Colonya 1998 per La guerra dels xiclets[1]
- Premi Protagonista Jove 2001 per La guerra dels xiclets
- Premi Barcanova de literatura juvenil 2004 per El Manuscrit de les Bèsties
- Premi Josep Maria Folch i Torres de novel·les per a nois i noies 2011 per Llibre d'Encanteris de la Vella Taràndula, La Galera[2]
- Premi Barcanova de literatura infantil 2013 per Ningú és un zombi
- Premi Amenós El Món de Reus a la seva trajectòria, 2017
- Premi Literari de Girona de Literatura Juvenil Ramon Muntaner 2018 per El noi de paper